# Konfettiparade

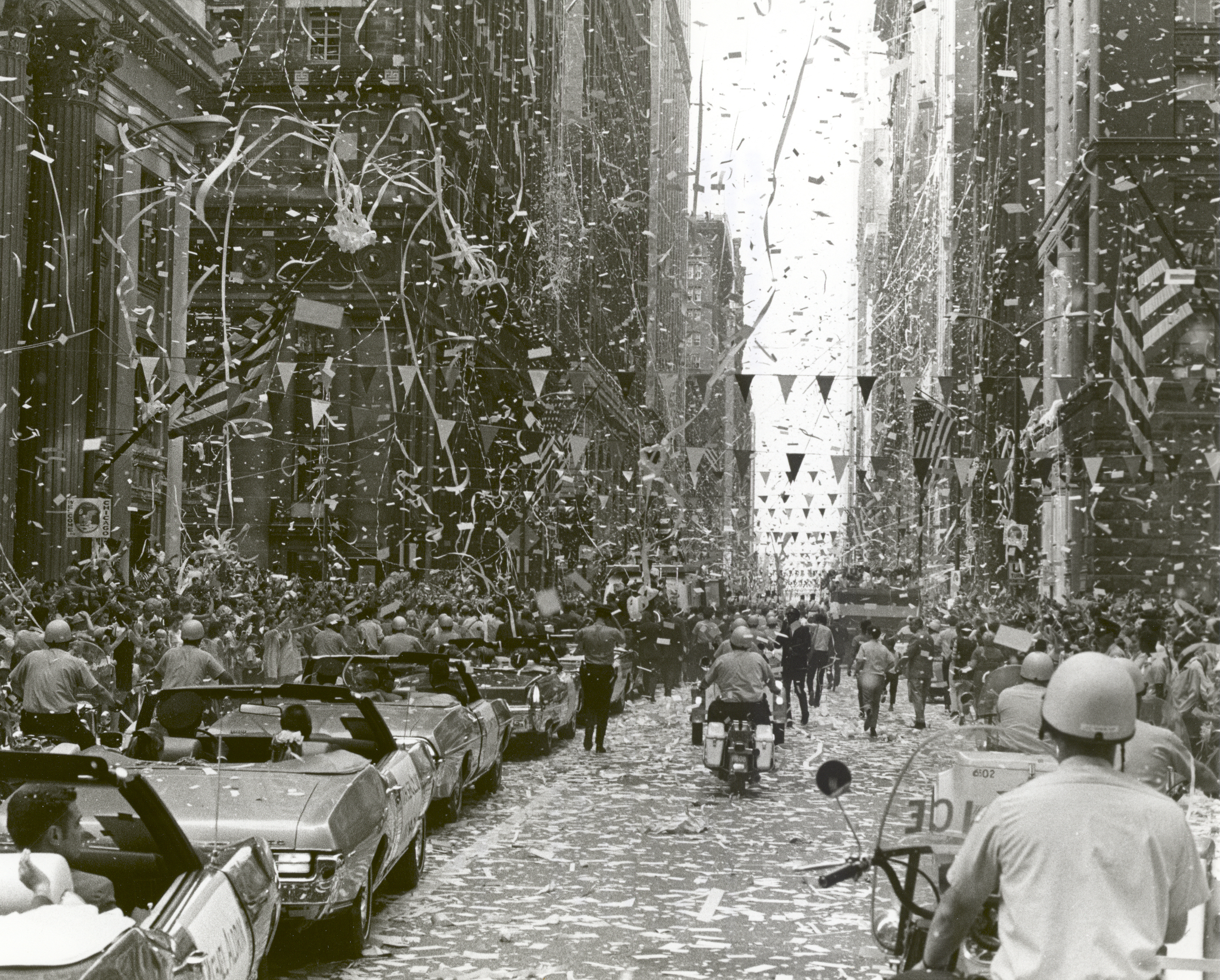
Konfettiparade in Chicago zu Ehren der Astronauten von Apollo 11, 13. August 1969

Eine Konfettiparade (englisch ticker tape parade) ist eine Festivität, die in zahlreichen US-amerikanischen Städten abgehalten wird, um herausragende Ereignisse oder Personen zu feiern. Im Allgemeinen wird sie jedoch vor allem mit der Stadt New York in Verbindung gebracht. Dabei werden von Gebäuden große Mengen an entsprechend hergerichtetem Papier auf die Straße geworfen. Dies erzeugt einen Effekt, der optisch einem Schneesturm ähnelt.

## Geschichte
Die erste Konfettiparade geschah in New York spontan am 28. Oktober 1886, dem Eröffnungstag der Freiheitsstatue. Als der Festumzug die New York Stock Exchange passierte, warfen Börsenhändler große Mengen Börsenticker-Papierstreifen (engl. ticker tapes) aus dem Fenster. Die Stadtverwaltung begann Anfang des 20. Jahrhunderts, solche Paraden selbst zu organisieren. Zu den Personen, die auf diese Weise geehrt wurden, gehören Theodore Roosevelt, Gertrude Ederle, Albert Einstein und Charles Lindbergh. Die meisten Konfettiparaden ereigneten sich nach Ende des Zweiten Weltkriegs, um das Kriegsende sowie zahlreiche Generäle und Admiräle zu feiern.
In den 1950er Jahren wurden häufig Paraden zu Ehren ausländischer Staatsoberhäupter abgehalten, die in New York zu Besuch waren. Im folgenden Jahrzehnt nahm die Zahl der Paraden stark ab. Aufgrund der technologischen Entwicklung kamen Börsenticker-Papierstreifen zunehmend außer Gebrauch. An ihre Stelle trat Altpapier aus Aktenvernichtern, und die Stadt stellt zusätzlich Konfetti zur Verfügung. Heutzutage werden Konfettiparaden nur noch selten veranstaltet, üblicherweise bei Meisterfeiern einer ortsansässigen Sportmannschaft.